# الرقابة على الإنترنت في كوريا الجنوبية
الرقابة على الإنترنت في كوريا الجنوبية مماثلة لغيرها من الدول المتقدمة ولكنها تحتوي على بعض العناصر الفريدة مثل حجب المواقع المؤيدة لكوريا الشمالية ما يصنفها على أنها «واسعة الانتشار» في مجال النزاع/ الأمن من خلال مبادرة أوبن نت (الشبكة المفتوحة). وهي أيضًا أحد البلدان القليلة متقدمة النمو التي تمنع المواد الإباحية والمواد التي تعد ضارة بالقاصرين لأنها غير قانونية بموجب القانون. غير أن هذا القانون يطبق على نحو متساهل جداً، إذ لا يزال الوصول إلى العديد من المواقع الإباحية ومحتويات العري متاحاً بحرية. وإنه لا يطبق على مواقع التواصل الاجتماعي، التي تعد مصدرًا شائعًا للمواد الإباحية القانونية في كوريا الجنوبية.
في الفترة الأولى، من عام 1995 إلى عام 2002، سنت الحكومة قانون الأعمال التجارية للاتصالات السلكية واللاسلكية، الذي كان أول قانون للرقابة على الإنترنت في العالم. أنشأ القانون هيئة تسمى اللجنة الأخلاقية للاتصالات على الإنترنت، التي ترصد الإنترنت وتقدم توصيات لحذف المحتويات. تابعت اللجنة الملاحقة الجنائية لأولئك الذين أدلوا ببيانات غير مشروعة وحجبت عدة مواقع شبكية أجنبية. في الأشهر الثمانية الأولى من عام 1996، قضت اللجنة على نحو 220,000 رسالة على مواقع الإنترنت.
وفي الفترة الثانية، من عام 2002 إلى عام 2008، أقرت الحكومة تنقيحاً لتشريع قوانين متعلقة بهذا الشأن. وقد أتاح ذلك للجنة أن تشارك في أعمال الشرطة على الإنترنت الأكثر تطوراً وغيرها من الكيانات البيروقراطية لمراقبة الإنترنت لكشف الخطاب غير القانوني أو إغلاق مواقع تنتهك القوانين. وخلال هذه الفترة، كانت هناك حملة سياسية لزيادة الرقابة على الإنترنت على نطاق واسع، عُزي ذلك جزئيًا إلى العديد من حالات الانتحار بسبب الشائعات على الإنترنت. وفي عام 2007، أُبلغ عن وقوع أكثر من 200,000 حادثة تسلط عبر الإنترنت.
بدأت الفترة الثالثة في عام 2008، عندما أطلقت الانتخابات الرئاسية للرئيس لي ميونغ -باك إصلاحات كبرى للرقابة على البث. وفي عام 2008، أصدرت حكومة كوريا الجنوبية قانوناً أنشأ وكالة جديدة تدعى اللجنة الكورية لمعايير الاتصالات  (KCSC)لتحل محل اللجنة الدولية للمواصلات الإلكترونية (ICEC) باعتبارها الهيئة الجديدة الكورية الجنوبية لتنظيم الإنترنت ومراقبته. كان التغيير الرئيس الأول الذي قامت به حكومة لي ميونغ -باك مطالبة المواقع الشبكية التي يزورها أكثر من100,000 زائر يوميًا بأن تجعل مستخدميها يسجلون أسماءهم الحقيقية وأرقام الضمان الاجتماعي. وأدخلت الحكومة تغييراً ثانياً تمثل في السماح للجنة الكورية لمعايير الاتصالات (KCSC) بتعليق أو حذف أي معلومات أو مقالات على شبكة الإنترنت لمدة 30 يوماً بمجرد تقديم شكوى. كان سبب القانون الجديد هو مكافحة التسلط عبر الإنترنت في كوريا الجنوبية. كل أسبوع، تُطاح بأجزاء من الشبكة الكورية الجنوبية أو يُقضى عليها من قبل اللجنة الكورية لمعايير الاتصالات. وفي عام 2013، حُذفت نحو 23,000 صفحة شبكية في كوريا الجنوبية وحجبت اللجنة الكورية لمعايير الاتصالات (KCSC) نحو 63,000 صفحة أخرى.
تتبنى حكومة كوريا الجنوبية نهجاً واسع النطاق في تنظيم محتوى معين على الإنترنت وتفرض مستوى كبيرًا من الرقابة على الخطاب المتصل بالانتخابات وعلى العديد من المواقع التي تراها الحكومة مخربة أو ضارة اجتماعيًا. تتضح هذه السياسات بشكل خاص فيما يتعلق بإغفال الهوية على الإنترنت. تصنف مبادرة أوبن نت (الشبكة المفتوحة) الرقابة على الإنترنت في كوريا الجنوبية على أنها واسعة الانتشار في مجال النزاع/الأمن، وانتقائية في المجال الاجتماعي، ولم تجد أي دليل على وجود غربلة في المجالات السياسية وأدوات الإنترنت. في عام 2011، أُدرجت كوريا الجنوبية في قائمة «مراسلون بلا حدود» للبلدان الخاضعة للمراقبة. وقد استمر هذا التحديد في عام 2012، إذ يشير التقرير إلى أن الرقابة التي تمارسها كوريا الجنوبية مماثلة للرقابة التي تمارسها روسيا ومصر.
في عام 2019، أعلنت حكومة كوريا الجنوبية أنها ستستخدم نظام التطفل (SIN) لفرض رقابة على مواقع HTTP. وقوبل ذلك بمعارضة شديدة، لكن الحكومة تجاهلت هذه المعارضة تجاهلاً صريحاً. وقد دافعت الحكومة الكورية عن نفسها بقولها إن اللجنة الكورية لمعايير الاتصالات لجنة مستقلة لا علاقة لها البتة، وهي دعوى اتضح أنها باطلة، لأن معظم أعضاء اللجنة عينهم الرئيس حينها، مون جاي -إن.

## القوانين ذات الصلة
في أثناء الحكم الديكتاتوري العسكري لبارك تشونغ -هي وتشون دو -هوان (1961-1987)، كثيرًا ما كان يُقمع الخطاب المناهض للحكومة بالإشارة إلى قانون الأمن القومي (وكالة الأمن القومي NSA،1948) وقانون الصحافة الأساسي (1980). ورغم إلغاء قانون الصحافة الأساسي في عام 1987، فقد بقيت وكالة الأمن القومي سارية المفعول. استخدمت الحكومة قوانين أخرى من قوانين «الحقبة الدكتاتورية» لمقاضاة المنتقدين في السياقات المعاصرة. على سبيل المثال، استُخدم قانون ضد نشر «الإشاعات الكاذبة» لتوجيه الاتهام إلى أحد المحتجين المراهقين في أثناء احتجاج عام 2008 على لحم البقر في كوريا الجنوبية.
ووفقاً لقانون أعمال الاتصالات السلكية واللاسلكية، تضطلع ثلاث وكالات حكومية في كوريا الجنوبية بمسؤولية مراقبة الإنترنت والرقابة عليها: لجنة تنظيم البث، ومجلس تقييم وسائط الإعلام الكورية، ولجنة سلامة الإنترنت الكورية (KISCOM 2005). ويفرض نظام KISCOM رقابة على الإنترنت من خلال إصدار أوامر إلى مقدمي خدمات الإنترنت بمنع الوصول إلى «الاتصالات التخريبية»، و«المواد الضارة بالقاصرين»، و«التشهير عبر الإنترنت»، و«العنف الجنسي»، و«التعقب عبر الإنترنت»، و«المواد الإباحية والتعري». قامت الجهات التنظيمية بحجب أو إلغاء 15,000 وظيفة إنترنت في عام 2008، وأكثر من 53,000 وظيفة في عام 2011.
وفي نيسان/ أبريل 2020، أقرت الجمعية الوطنية مشروع قانون لمعالجة مرتكبي الجرائم الجنسية الرقمية. ووفقاً لمشروع القانون، فإن من يشترون أو يبيعون أو يشاهدون رسومات إعلامية عن النشاط الجنسي غير الرضائي سيحكم عليهم بالسجن لمدة تصل إلى 3 سنوات أو غرامة تصل إلى 3 ملايين وون (أي 2,600 دولار أمريكي).

## الرقابة السياسية
حرية انتقاد قادة الحكومات وسياساتها والجيش محدودة إلى درجة أنها «تعرض الأمن القومي للخطر» أو أن الرقابة تعدها «تشهيراً إلكترونياً». وقد استشهدت الحكومة «بالاغتيالات الشخصية والانتحار بسبب الإهانات المفرطة ونشر الشائعات الكاذبة والتشهير» لتبرير رقابتها.
وفي أيار/ مايو 2002، أغلقت شركةKISCOM  موقع مناهضة التجنيد غير الموزع بدعوى أنها «أنكرت شرعية» الجيش الكوري الجنوبي. اتهمت بحرية كوريا الجنوبية أحد النشطاء بالقذف الإجرامي عندما انتقد خطط بناء قاعدة بحرية مثيرة للجدل في البلد.
وقد حذفت الحكومة حساب تويتر الذي كان قد لعن الرئيس، وطُرد أحد القضاة الذي كتب انتقادات عن سياسات الرئيس الخاصة بالرقابة على الإنترنت. في عام 2010، أذن مكتب رئيس الوزراء بمراقبة مدني سخر من الرئيس لي ميونغ -باك.
وفي عام 2007، فُرضت الرقابة على العديد من المدونين وحذفت الشرطة تدويناتهم بسبب انتقادهم للمرشحين للرئاسة أو حتى تأييدهم لهم. حتى أن هذا أدى إلى اعتقال بعض المدونين من قبل الشرطة. وبعد ذلك، في عام 2008، أي قبيل إجراء انتخابات رئاسية جديدة، دخل حيز النفاذ تشريع جديد يقضي بأن تشترط جميع المواقع الشبكية الرئيسية على الإنترنت التحقق من هوية مستخدميها. وانطبق ذلك على جميع المستخدمين الذين يضيفون أي محتوى يمكن مشاهدته للجمهور. فعلى سبيل المثال، من أجل نشر تعليق على مقال إخباري، يلزم التحقق من تسجيل المستخدم ورقم هوية المواطن. وبالنسبة للأجانب الذين لا يحملون هذه الأرقام، يجب إرسال نسخة من جواز السفر بالفاكس والتحقق منها. وعلى الرغم من أن هذا القانون قوبل في البداية باستياء عام 2008، فإن معظم البوابات الرئيسية، بما فيها داوم ونافير ونايت وياهو كوريا، فرضت هذا التحقق اعتبارًا من عام 2008 قبل أن يتمكن المستخدم من نشر أي مواد تكون متاحة للجمهور. رفضت يوتيوب الالتزام بالقانون، واختارت بدلًا من ذلك تعطيل التعليق على موقعها الكوري.

## مناقشة حول تعديلات كوريا الشمالية
حظرت كوريا الجنوبية ما لا يقل عن 65 موقعاً يُعد متعاطفًا مع كوريا الشمالية من خلال حجب الملكية الفكرية. تستضيف معظم المواقع الشبكية لكوريا الشمالية في الخارج في الولايات المتحدة واليابان والصين. يقول النقاد إن الطريقة العملية الوحيدة لحجب الصفحة هي رفض عنوان بروتوكول الإنترنت، وبما أن العديد من مواقع كوريا الشمالية تجري استضافتها على خوادم كبيرة ومئات من المواقع الأخرى، فإن عدد الصفحات الحقيقية المحجوبة يزداد بشكل كبير. وتشير التقديرات إلى أنه يتعذر الوصول إلى ما يزيد عن 3,000 صفحة إضافية على شبكة الإنترنت.
في سبتمبر/ أيلول 2004، أطلقت كوريا الشمالية موقع جامعة كيم إل سونغ المفتوحة، مدرستنا القومية. وبعد ثلاثة أيام، أمرت وكالة الشرطة الوطنية ودائرة الاستخبارات الوطنية ووزارة الإعلام والاتصالات مقدمي خدمات الإنترنت في كوريا الجنوبية بحجب الاتصال بالموقع، فضلًا عن أكثر من 30 آخرين، منهم مينجوك تونغشين، وتشوسون سينبو، وشوسون ميوزيك، ومصرف كوريا الشمالية إنفو، وستامب جمهورية كوريا الشعبية الديمقراطية، وأوريمينزوكيري.
وفي أيلول/ سبتمبر 2007، حُكم على ناشط حزب العمل الديمقراطي كيم كانغ -بيل بالسجن لمدة عام بسبب مناقشته لكوريا الشمالية على الموقع الإلكتروني للحزب.
وفي عام 2008، أُلقي القبض على 5 كوريين جنوبيين لتوزيعهم مواد مؤيدة لكوريا الشمالية على شبكة الإنترنت.
وفي آب/ أغسطس 2010، قامت حكومة كوريا الجنوبية بحجب حساب على تويتر تديره كوريا الشمالية.
في يناير/ كانون الثاني 2011، ألقي القبض على رجل كوري جنوبي بسبب إشادته بكوريا الشمالية من خلال مواقع التواصل الاجتماعي. وفي العام نفسه، أُلقي القبض على مواطن كوري جنوبي آخر لأنه نشر 300 رسالة و 6 أشرطة فيديو لمحتويات مؤيدة لكوريا الشمالية وحُكم عليه بالسجن لمدة 10 أشهر.  وألقي القبض على 83 كورياً جنوبياً آخرين لتوزيعهم مواد موالية لكوريا الشمالية على شبكة الإنترنت.
في يناير/ كانون الثاني 2012، ألقي القبض على ناشط كوري جنوبي في حرية التعبير لإعادة تدوين مقالة من حساب كوري شمالي على تويتر.
تضمنت سياسات الرئيس الكوري الجنوبي لي ميونج باك في عام 2011 قمع التعليقات المؤيدة لكوريا الشمالية على مواقع التواصل الاجتماعي مثل فيسبوك وتويتر. لاحظت مراسلون بلا حدود أن الحكومة «كثفت» حملتها لمراقبة المواد المؤيدة لكوريا الشمالية في عام 2012 أيضاً.
وفي عام 2018، أُلقي القبض على رجل من كوريا الجنوبية لمطالبته بإلغاء قانون الأمن الوطني وامتداحه لكوريا الشمالية. وحُكم عليه بالسجن لمدة سنة.